# David Arkenstone
Pour les articles homonymes, voir Arkenstone.
David Arkenstone, né le 1er juillet 1952, est un compositeur américain originaire de Chicago, mais demeurant depuis l'âge de 10 ans en Californie.

## Biographie
Il fut claviériste et guitariste dans plusieurs groupes de musique amateurs dans sa jeunesse avant de découvrir l'œuvre de Kitaro et décider de se spécialiser dans la musique new age, les trames sonores d'émission de télévision et de jeux vidéo (par exemple Lands of Lore I, II, Empereur : La Bataille pour Dune, World of Warcraft et Blade Runner). Sa musique a été régulièrement décrite comme étant du cinematic new age, c'est-à-dire une musique comprenant à la fois les ambiances du new age et des éléments, comme des thèmes et rythmes, la rapprochant de la musique composée pour le cinéma ou la télévision.
On lui doit, seul ou en collaboration, plus de 40 albums, dont certains avec son ex-femme Diane.
Il a eu trois enfants avec sa première femme Julie[réf. souhaitée] : Quillon, Dashiell et Valinor.

## Discographie
Albums « solos »
- Valley in the Clouds 1987 (Narada (en))
- Island (avec Andrew White) 1989 (Narada)
- Citizen of Time 1990 (Narada)
- In the Wake of the Wind 1991 (Narada)
- The Spirit of Olympia (avec Kostia) 1992 (Narada)
- Robot Wars 1993 (Moonstone Recordings)
- Another Star in the Sky 1994 (Narada)
- Quest of the Dream Warrior 1995 (Narada)
- Return of the Guardians Octobre 1996 (Narada)
- Convergence (avec David Lanz) Novembre 1996 (Narada)
- Spirit Wind Mars 1997 (Windham Hill)
- Enchantment: A Magical Christmas Septembre 1997 (Narada)
- The Celtic Book of Days 1998 (Windham Hill)
- Citizen of the World 1999 (Windham Hill)
- Caravan of Light 2000 (Narada)
- Frontier Janvier 2001 (Paras Recording)
- Music Inspired by Middle Earth 2001 (Neo Pacifica Recordings)
- Spirit of Tibet: A Musical Odyssey Juin 2002 (Green Hill Productions)
- Sketches from an American Journey Juin 2002 (Paras Recording)
- Spirit of Ireland janvier 2003 (Green Hill Productions)
- Christmas Pan Pipes  Mars 2003 (Green Hill Productions)
- Spirit of the Rain Forest Juillet 2003 (Green Hill Productions)
- African Skies (avec Diane Arkenstone) août 2003 (Neo Pacifica Recordings)
- Christmas Spirit Novembre 2003 (Village Square)
- Echoes of Egypt (avec Diane Arkenstone) Février 2004 (Neo Pacifica Recordings)
- Caribbean Dreams Mai 2004 (Village Square)
- Atlantis: A Symphonic Journey Septembre 2004 (Narada Records)
- Empereur : La Bataille pour Dune (trame sonore, pour la Maison Harkonnen)
- World of Warcraft (trame sonore)

Albums en collaboration avec David Lanz
- Convergence
- The Spirit of Olympia (avec Kostia)

Albums avec Troika
(Albums composés et réalisés par David Arkenstone, mais interprétés et arrangés par Troika)
- Goddess
- Dream Palace
- Faeries
- Shaman
- Kingdom of the Sun

Albums en collaboration avec Diane Arkenstone
(de la série Adventure Cargo)
- African skies
- Echoes of Egypt
- Spirits of the rainforest

Albums interprétés par « The Middle Earth Orchestra »
- Music inspired by Middle Earth